# Kaatru Veliyidai
Kaatru Veliyidai è un film del 2017, diretto da Mani Ratnam.

## Colonna sonora
1. Sathya Prakash, Chinmayi – Nallai Allai – 3:59
2. Arjun Chandy, Haricharan, Jonita Gandhi – Azhagiye – 3:44
3. Shashaa Tirupati – Vaan – 4:15
4. A. R. Reihana, Nikhita Gandhi, Tippu – Saarattu Vandiyile – 4:52
5. Haricharan, Diwakar – Tango Kelaayo – 4:50
6. A. R. Rahman, Tejinder Singh – Jugni – 5:03